# Magdalena penitent (Budapest)
Magdalena penitent és una obra d'El Greco, realitzada a l'oli sobre tela entre el 1576 i el 1578, durant el primer període de l'artista a Toledo. S'exhibeix en el Museu de Belles Arts de Budapest.
Dins del catàleg raonat d'obres d'El Greco elaborat per Harold Wethey, aquesta obra consta amb el número 261 forma part del Tipus-III, entre les diverses versions conservades sobre el tema de la Magdalena Penitent.
És una obra que guarda grans paral·lelismes amb Tizià, per la monumentalitat, pels detalls, el paisatge i per la pinzellada ràpida. També significa un dels grans avenços en l'estil d'El Greco.

## Anàlisi
L'Església espanyola de la Contrareforma va fomentar la devoció a Maria Magdalena com a model per tal d'avançar vers la santedat, mitjançant el penediment i la meditació.
La figura de la santa es perfila sobre una roca on hi creix una heura, i l'entrada de la cova on vivía com a Anacoreta. Magdalena apareix embolicada en un gran mantell blavós que deixa al descobert les seves espatlles. Amb una calavera i els Evangelis a la mà, també duu l'oli amb el qual va ungir Jesucrist. El seu esguard es dirigeix vers el Cel, però tanmateix la seva espatla i el seu pit nus, deixen dubtes sobre la sinceritat i la determinació d'abandonar els desitjos mundans.
El rostre de la santa recorda obres de Tizià, encara que El Greco comença a desenvolupar el seu estil propi, creant una figura àmplia i estilitzada, però amb dits llargs i ossuts. Encara que l'atmosfera general del quadre és típicament veneciana, l'estil d'El Greco ha començat a particularitzar-se.
El paisatge és molt bonic, però totalment diferent de les vistes de Toledo que El Greco va pintar posteriorment. En aquest quadre, veiem una sortida de sol en una llacuna, que possiblement és una evocació de la seva anterior estada a Venècia. També el cel és totalment diferent dels cels tempestuosos i amenaçadors que El Greco va pintar més tard. En aquest cas, des del Cel brollen raigs vers Magdalena, potser indicant un moment de benaurança, al mateix temps individual i cósmica.

## Curiositats
Juntament amb les dues primeres versions del tema: L'expulsió dels mercaders (El Greco, Minneapolis) i L'expulsió dels mercaders (El Greco, Washington), que pertanyen a l'etapa italiana d'El Greco, aquesta formosa "Magdalena Penitent" es pot considerar pràcticament l'únic exemple d'erotisme femení en tot el corpus pictòric d'El Greco. Això porta a pensar que potser aquesta obra va ser iniciada a Itàlia, o que potser és la còpia d'una obra actualment perduda, realitzada en la seva etapa italiana.

## Còpies
Harold E. Wethey esmenta les còpies següents del Tipus-III
- Magdalena penitent (El Greco, Montserrat) Còpia autógrafa, segons Wethey.
- Oli sobre Tela; Sands Point, New York; còpia del s.XVII; estat de conservació defectuós; 155 × 121 cm.[3]